# Michaël IX Palaiologos
Michaël IX Palaiologos (Grieks: Μιχαήλ Θ΄ Παλαιολόγος, Mikhaēl IX Palaiologos) (17 april 1278 - 12 oktober 1320) was Byzantijns keizer van 1294 tot 1320.
Hij werd in 1294 of 1295 gekroond tot medekeizer van zijn vader Andronikos II. Hij was vooral actief als legeraanvoerder, maar slaagde er niet in grote successen te boeken. Hij leed een nederlaag tegen de Catalaanse Compagnie en raakte daarbij gewond. Ook slaagde hij er niet in overwinningen te behalen op de Bulgaren en Turken. Hij overleed in 1320, nog voor zijn vader.

## Huwelijk en kinderen
Michael IX trouwde met Rita van Armenië (omgedoopt tot Maria, later als Nun Xene), de dochter van koning Leo III van Armenië en koningin Keran van Armenië (1270–1285), op 16 januari 1294. Verschillende kinderen kwamen voort uit dit huwelijk, waaronder:
- Andronikos III Palaiologos
- Manuel Palaiologos, despoot
- Anna Palaiologina, huwde eerst Thomas I Komnenos Doukas en later Nicholas Orsini
- Theodora Palaiologina, huwde in 1307 met Theodore Svetoslav  van Bulgarije en vervolgens met Michael Shishman van Bulgarije